# Tekst zachodni
Tekst zachodni – jedna z czterech podstawowych rodzin typów tekstu Nowego Testamentu. Nazwę tę po raz pierwszy wprowadził Johann Salomo Semler (1725–1791).

## Cechy charakterystyczne tekstu zachodniego
Jedną z jego najbardziej charakterystycznych cech, jest tendencja do parafrazowania lekcji trudniejszych, obfituje w dodatki mówiące o rzeczach nieprawdopodobnych. Tendencja do harmonizacji tekstu Ewangelii (nie tak często jak tekst bizantyjski). Reprezentuje ludowy, wczesnochrześcijański tekst Nowego Testamentu.

## Świadkowie tekstu zachodniego
Najznakomitszym reprezentantem tekstu zachodniego jest Kodeks Bezy.
Najważniejszymi rękopisami przekazującymi tekst zachodni są:
| Symbol   | Nazwa                | Wiek    | Zawiera            |
| p48      | –                    | III     | fragment Dz 23     |
| p69      | Oxyrhynchus XXIV     | III     | fragment Łk 22     |
| p38      | Papirus Michigan     | ok. 300 | fragment Dziejów   |
| 0171     |                      | IV      | fragmenty Mt i Łk  |
| (01) ﬡ   | {Kodeks Synajski}    | IV      | J 1, 1 – 8, 38     |
| Dea (05) | Kodeks Bezy          | ok. 400 | Ewangelie i Dzieje |
| W (032)  | Kodeks Waszyngtoński | V       | Mk 1, 1 – 5, 30    |
| Dp (06)  | Kodeks z Clermont    | VI      | Dzieje i Listy     |
| F (010)  | Kodeks Augiański     | IX      | Listy Pawła        |
| G (012)  | Kodeks Boerneriański | IX      | Listy Pawła        |

Inne rękopisy: {\displaystyle {\mathfrak {P}}^{5}}, {\displaystyle {\mathfrak {P}}^{25}}, {\displaystyle {\mathfrak {P}}^{29}} (?), {\displaystyle {\mathfrak {P}}^{41}}, 066, 0177, 36, 88, 181, 255, 257, 338, 383 (Dzieje), 440, 614, 913, 915, 917, 1108, 1245, 1518, 1611, 1739, 1836, 1874, 1898, 1912, 2138, 2298.

## Ojcowie Kościoła i starożytne przekłady
Już Polikarp ze Smyrny (zm. 156) cytował Dzieje Apostolskie według tekstu zachodniego. Tekstem zachodnim posługiwał się Ireneusz, Tertulian, Cyprian, Nowacjan. Tekst zachodni przejęły przekłady starołacińskie (Afra i Itala) i niektóre staro-syryjskie (kuretoński). W rękopisach przetrwał aż do wieku XIV.

## Historia
Powstał prawdopodobnie w okolicach Antiochii na początku II wieku. W Egipcie był obecny około roku 200 i pełnił rolę drugorzędnego tekstu. Rozpowszechnił się przede wszystkim na zachodzie: Północna Afryka, Galia i Północne Włochy. Istnieje kilka typów tekstu zachodniego, a relacja między nimi jest trudna do ustalenia. Należy przyjąć, że w różnych miejscach i czasie dokonano w nim kilku niezależnych od siebie zmian. Na ogół były to dodatki pochodzące z tradycji ustnej. Czasem jednak usuwano z tekstu biblijnego niektóre frazy, czego dowodem jest Kodeks Bezy.